# 田中正仁
田中 正仁（たなか まさひと（しょうじん））は、日本の漫画家。山梨県中央市東花輪出身。

## 経歴
高校卒業後に上京し、1973年、ダイナミックプロに入社して永井豪に師事。その後、週刊少年サンデー1979年2月増刊号掲載の『ファイト』でデビュー。代表作の『渋谷ホンキィトンク』は1988年にOVA化された。2009年には、活動30周年を記念して、山梨県中央市の田富図書館で原画展が開かれていた。
現在は主に歴史漫画で活動している。

## 主な作品
- ラジコン教室（講談社）
- メタルボーイ（作：滝沢解、週刊プレイボーイ、集英社）
- トム・ソーヤの冒険（作：マーク・トゥエイン、旺文社）※1996年にほるぷ出版から再版
- ベルベッド・ゾーン（作：滝沢解、月刊スーパーアクション、双葉社）
- マニアックス21（コミック・ノストラダムス、祥伝社）
- 吸血鬼ドラキュラ（作：ブラム・ストーカー、装画：風忍、学習研究社）
- METAL SOUL（作：佐々木鏡次、C-LIVE、夢元社）
- 渋谷ホンキィトンク（作：安部譲二、週刊プレイボーイ、集英社）
- 湘南モビル・カフェ（ヤング・シュート、スタジオシップ）
- 爆走CITY（作：宇治谷順、月刊コミックコンプ、角川書店）
- プラント（月刊コミックコンプ、角川書店）
- 神鳴MACH（少年画報社）
- 劇画 小牧・長久手の戦い 激突 秀吉と家康（愛知県長久手町）
- 歴史人物なぜなぜ事典12（ぎょうせい）
- 歴史人物なぜなぜ事典19（ぎょうせい）
- 大航海時代 海賊騎士レオン（光栄）
- 江藤慎一（ぎょうせい）
- 堀内恒夫（ぎょうせい）
- 劇画 坂本龍馬（作：十川誠志、日本文芸社）
- 殷狼（作：桜井和生、週刊プレイボーイ、集英社）
- 劇画 日野富子（作：大崎悌造、日本文芸社）
- ASTRA（作：ジェリー・ロビンソン、メディアファクトリー）
- アレクサンダー戦記（作：荒俣宏、コミックフラッパー、メディアファクトリー）
- 極妻遊侠伝（作：神林洋司、漫画大衆、徳間書店）
- 実録　愚連隊の元祖　万年東一（作：山平重樹、竹書房）
- 一徹ヤクザ伝 高橋岩太郎（作：山平重樹、竹書房）
- NHK その時歴史が動いた コミック版（ホーム社）
- 時代・歴史傑作特選集2（作：十川誠志、実業之日本社）
- 直江兼続と七人の戦国武将（ホーム社）
- ビルマの竪琴（作：竹山道雄、ホーム社）